# Past Midnight
Past Midnight (bra: Sombras na Noite) é um filme de suspense neo-noir de 1991 (com conexões slasher), estrelado por Rutger Hauer e Natasha Richardson, bem como as co-estrelas Tom Wright, Clancy Brown e Paul Giamatti (fazendo sua primeira aparição na tela creditada).

## Enredo
Parolee Ben Jordan passou os últimos quinze anos atrás das grades pelo assassinato de sua esposa grávida. Ele é monitorado por seu oficial de condicional, Lee Samuels, e assistente social, Laura Mathews, depois que ele é libertado. Mathews começa a investigar seu caso e se convence de que foi condenado sob provas circunstanciais e começa a se convencer de sua inocência no crime. Em pouco tempo ela começa a se apaixonar por ele, mas isso está longe de ser sábio, já que mesmo que ele seja inocente, o verdadeiro assassino da Sra. Jordan pode em breve ser chamado.[carece de fontes?]

## Elenco
- Rutger Hauer como Ben Jordan
- Natasha Richardson[2] como Laura Mathews
- Paul Giamatti como Larry Canipe
- Clancy Brown como Steve Lundy
- Tom Wright como Lee Samuel
- Guy Boyd como Todd Canipe
- Charles Boswell como Carlton Daniels
- Ernie Lively como Detetive Allan Tobias
- Kibibi Monie como Dorothy Coleman
- Dana Eskelson como Kathy Tudor
- Ted D'Arms como Bill Tudor
- Krisha Fairchild como Dr. Zastoupil
- Sarah Magnuson como Gerrie Graymark
- David Frederick White (como Dave White) como Policial
- Brian Finney (como Brian T. Finney) como Homem do Delivery
- Sue Morales como Assistente Social

## Produção
Depois que Quentin Tarantino reescreveu significativamente o roteiro, Catalaine Knell compartilhou seu crédito de produtora associada com ele no filme, seu primeiro crédito oficial na tela.

## Lançamento
Originalmente destinado a um lançamento nos cinemas, o filme foi ao ar na USA Network em 16 de dezembro de 1992. Antes, o filme foi exibido no American Film Market e no Festival Internacional de Cinema de Vancouver em outubro do ano anterior. O filme foi lançado em videocassete e laserdisc em 21 de abril de 1993 pela Columbia TriStar Home Video, e foi lançado em DVD pela mesma empresa em 17 de agosto de 2004, em widescreen.[carece de fontes?]